# 알뱅 레르뮈지오

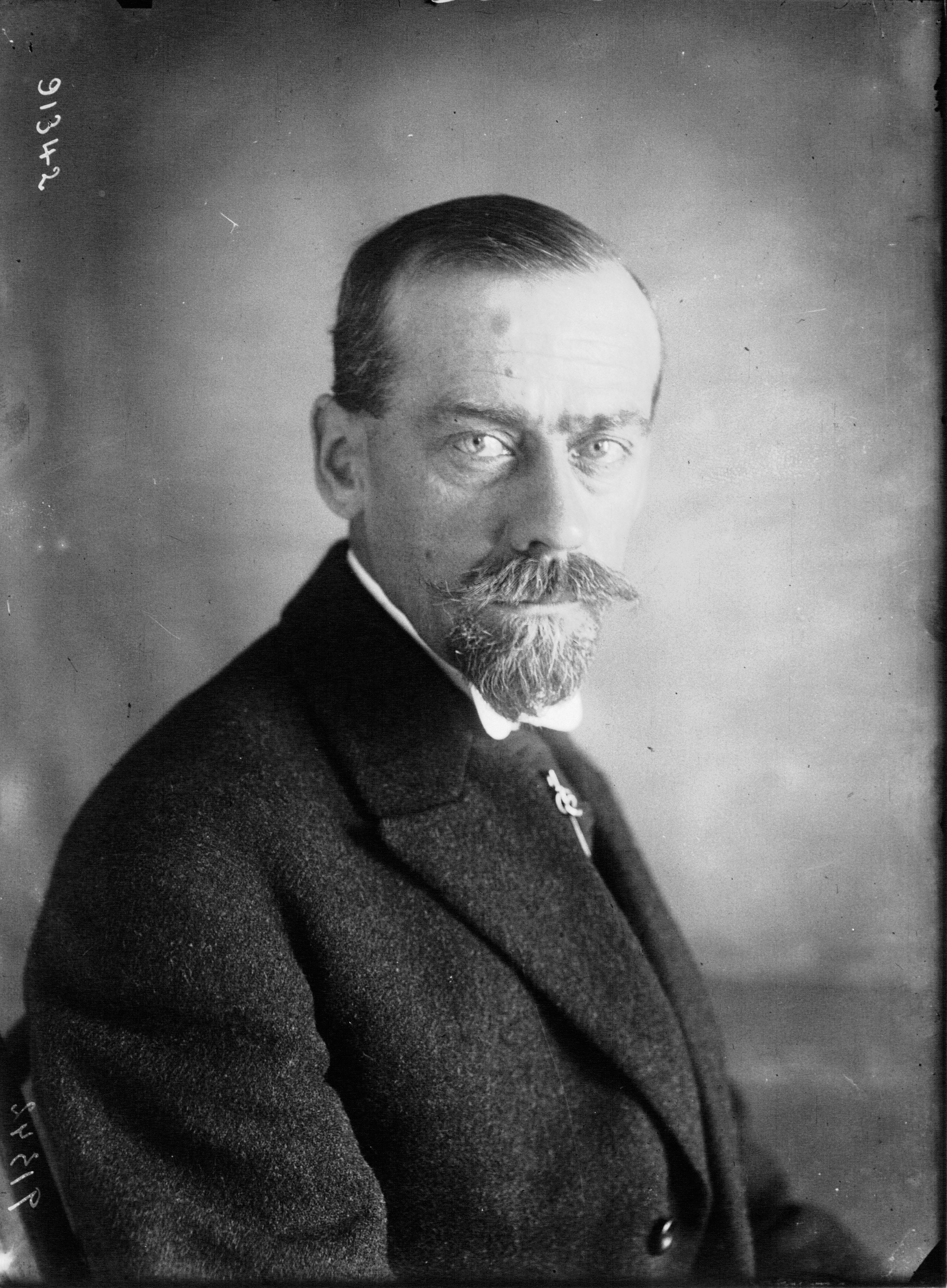

알뱅 레르뮈지오(프랑스어: Albin Lermusiaux, 1874년 4월 9일~1940년)는 프랑스의 육상 선수이자 사격 선수였다. 그는 아테네에서 열린 1896년 하계 올림픽에 참가했다.
레르뮈지오는 800m 예선에서 2분 16초 6의 기록으로 결선에 진출했으나 경기를 포기했다.
모든 선수가 딱 한번만을 뛰어서 순위를 가린 1500m 종목에서는 끝까지 선두를 놓치지 않았으나 막판에 에드윈 플랙(오스트레일리아)과 아서 블레이크(미국)에게 추월 당해서 3위로 들어왔으며 4분 37초 0을 기록했다.
군사소총 종목에서는 레르뮈지오의 점수와 순위는 알 수 없으며 42명의 참가자 중에 상위 13위가 아니라는 것만 알 수 있다.
레르뮈지오는 마라톤 종목에 마지막으로 참가했다. 32km 구간까지는 선두를 달렸지만 그 이후로는 경기를 포기했다. 이 대회의 마라톤에서 총 8명이 경기를 포기했다.